# Skruvdragare

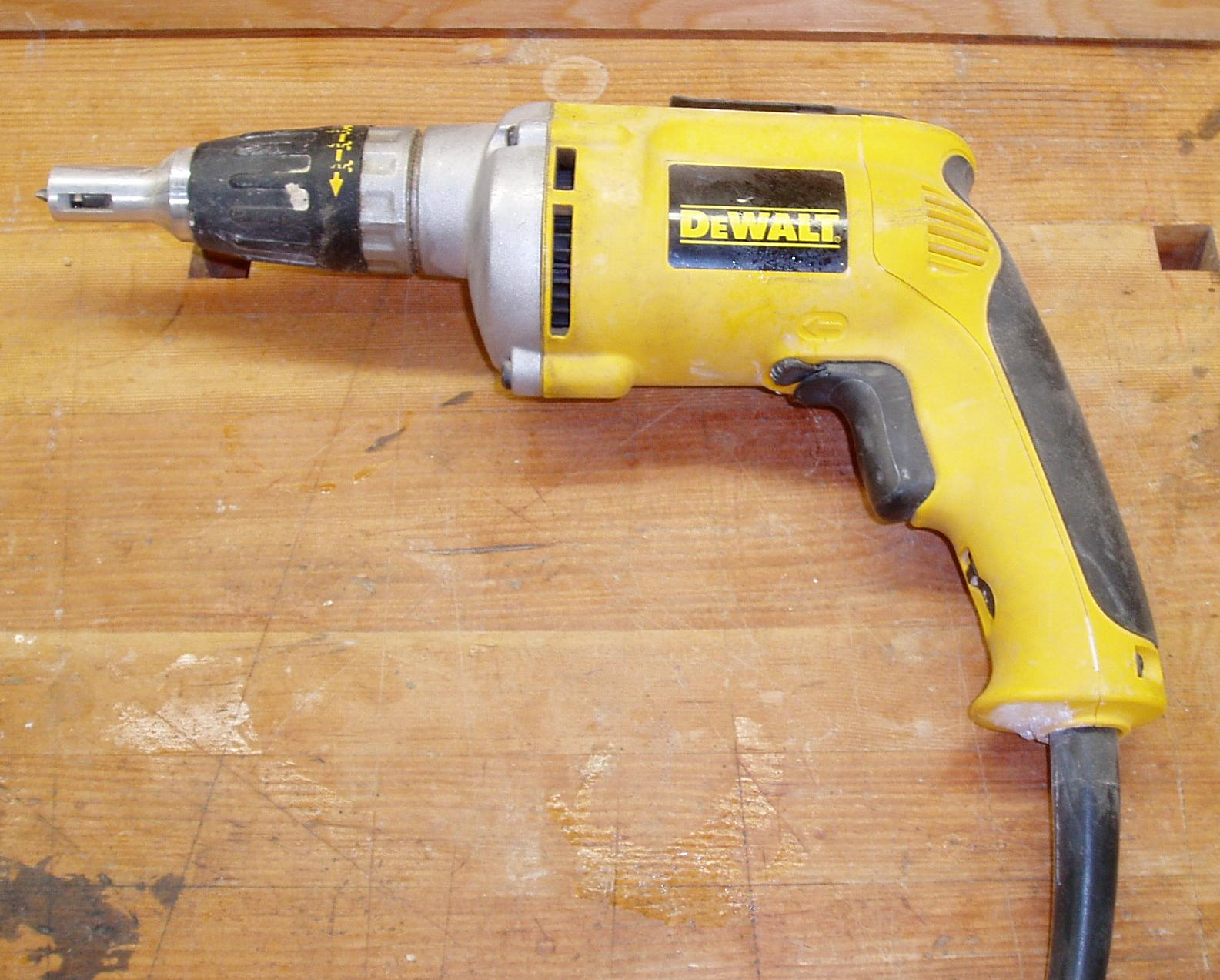
Skruvdragare för nätanslutning

Skruvdragare är en elektriskt eller pneumatiskt driven apparat för att montera skruv och/eller borra. En skruvdragare för montering av mutter eller skruvar med sexkantigt huvud (kan även skruvas i med hylsnyckel) kan kallas bultdragare.

## Beskrivning
En skruvdragare kan jämföras med en borrmaskin som är utrustad med skruvmejslar av typ bits. Jämfört med en borrmaskinen har skruvdragaren ett lägre varvtal och högre vridmoment. Vridmomentet som anges i enheten Newtonmeter (Nm) är hos en skruvdragare ofta inställbart i flera steg, det vill säga detta avgör hur hårt skruven kommer att dras (momentbegränsning). Skruvdragare drivs vanligen elektriskt via elnätet (230 V) eller med batterier men även  pneumatisk drivning finns. 
Vid användning av enklare skruvdragare hålles en skruv med en hand mot skruvdragarens mejselspets, medan skruvdragaren regleras med den andra handen.
Mer avancerade skruvdragare kan använda så kallad bandad skruv, det vill säga ett antal skruvar som är löst fästa på ett plastband, som från ett magasin matas mot skruvdragarens mejsel. Bandad skruv underlättar vid omfattande montering, till exempel av byggskivor. Skruvdragare som är specialgjorda för byggskivor saknar momentinställning, istället dras skruven till ett förinställt djup. För skruvning av skruvar som kräver extra högt vridmoment finns slagskruvdragare som vrider skruven genom små knackande rörelser.
Skruvdragaren har framtill en fast eller ställbar verktygshållare. Den kan även utgöras av en avtagbar sexkantshylsa, i hållaren placeras utbytbara korta mejslar, eller bits, för olika typer av skruvspår (phillips, torx etc.). Mejslarnas sexkantiga skaft är vanligen 25 mm (1 tum) långa och har nyckelvidden 6,35 mm (1/4 tum). För skruvning vid svåråtkomliga platser finns mejslar med längre skaft och ledade vinklar. Alternativt kan man använda en förlängare mellan skruvdragarens verktygshållare och en kort standardmejsel.
Verktygshållaren kan innehålla en magnet, som i första hand håller fast de olika bitsen, men dessutom hjälper till att hålla fast sådana skruvar som är tillverkade av magnetiskt material.

## Källhänvisningar
1. ↑  "skruvdragare". NE.se . Läst 16 september 2014.
2. ↑  "Bästa tipsen för dig som ska byta vinterhjul ". Svd.se. Läst 16 september 2014.